# Prix des Impertinents
Le prix des Impertinents, créé en octobre 2009, est un prix littéraire destiné à récompenser un essai « s'inscrivant à contre-courant de la pensée unique »

## Présentation
Le jury du prix des Impertinents est composé d’écrivains, d’essayistes et de journalistes. Présidé par Jean Sévillia, il réunit Christian Authier, Jean-Marc Bastière, Bruno de Cessole, Jean Clair, de l’Académie française, Gabrielle Cluzel, Louis Daufresne, Chantal Delsol, de l'Institut, Paul-François Paoli, Rémi Soulié (secrétaire général du jury), François Taillandier et Éric Zemmour.
Le prix des Impertinents est remis au restaurant Montparnasse 1900, au 59, boulevard du Montparnasse.
Le prix n'est pas doté. Il est décerné à l’automne, et distingue un ouvrage paru dans l'année en cours.

## Historique
Le premier prix des Impertinents a été décerné le 18 janvier 2010 à Claire Brière-Blanchet pour son ouvrage Voyage au bout de la Révolution, de Pékin à Sochaux  (Fayard), auto-exploration, par une ancienne maoïste, de ses années de militantisme dans un groupe gauchiste.
Le prix des Impertinents 2010 a été remis à Michèle Tribalat, pour son livre Les Yeux grands fermés. L’immigration en France, paru aux éditions Denoël.
Le prix des Impertinents 2011 a été décerné à Richard Millet pour son essai Fatigue du sens publié aux éditions Pierre-Guillaume de Roux.
Le prix des Impertinents 2012 a été remis, le 25 octobre 2012, à Denis Tillinac pour son livre Considérations inactuelles paru chez Plon.
Le prix des Impertinents 2013 a été décerné, le 22 octobre 2013, à Shmuel Trigano pour son essai La nouvelle idéologie dominante, publié aux éditions Hermann.
Le prix des Impertinents 2014 a été remis, le 3 novembre 2014, à Christophe Guilluy pour son livre La France périphérique, paru aux éditions Flammarion. Selon les organisateurs, « le jury a tenu à distinguer le travail de ce géographie [sic] indépendant, homme de gauche mais esprit inclassable, qui ose, comme il l’avait fait dans son essai Fractures françaises (Bourin, 2010), mettre le doigt là où les plaies de la société française font mal ».